# Blauw-Wit in het seizoen 1968/69
Het seizoen 1968/1969 was het 15e jaar in het bestaan van de Amsterdamse betaaldvoetbalclub Blauw-Wit. De club kwam uit in de Eerste divisie en eindigde daarin op de vijfde plaats. Tevens deed de club mee aan het toernooi om de KNVB beker, hierin werd in de tweede ronde, na verlenging, verloren van ADO (2–4).

## Wedstrijdstatistieken

### Eerste divisie
|       | FC Den Bosch '67 | SC Cambuur | D.F.C. | Eindhoven | Elinkwijk | Haarlem | Helmond Sport | Heracles | HVC   | RBC   | RCH   | SVV   | Veendam | Vitesse | De Volewijckers | Wageningen | Willem II |
| ----- | ---------------- | ---------- | ------ | --------- | --------- | ------- | ------------- | -------- | ----- | ----- | ----- | ----- | ------- | ------- | --------------- | ---------- | --------- |
| Thuis | 2 – 1            | 4 – 2      | 1 – 0  | 1 – 0     | 4 – 0     | 1 – 2   | 3 – 0         | 1 – 0    | 1 – 1 | 1 – 0 | 1 – 1 | 1 – 3 | 1 – 2   | 1 – 2   | 0 – 0           | 2 – 0      | 2 – 0     |
| Uit   | 2 – 1            | 2 – 1      | 2 – 0  | 2 – 3     | 2 – 2     | 3 – 0   | 0 – 0         | 3 – 2    | 3 – 1 | 0 – 4 | 2 – 2 | 2 – 1 | 1 – 1   | 1 – 0   | 0 – 1           | 0 – 1      | 0 – 4     |

### KNVB beker
| 1e ronde                                           | De Graafschap                                                             | 2 – 3 (1 – 2)                      | Blauw-Wit                                                   |
| 15 september 1968 Plaats: Doetinchem De Vijverberg | Franz Möllers 12' Guus Hiddink 52'                                        |                                    | 14' Joop Wildbret 25' Pim Waaijenberg 63' Gerrit Ruimschoot |
| 2e ronde                                           | ADO                                                                       | 4 – 2 (1 – 0, 1 – 1) Na verlenging | Blauw-Wit                                                   |
| 27 oktober 1968 Plaats: Den Haag Zuiderparkstadion | Harrie Heijnen 31' Piet Giesen 97' Aad Mansveld 113' Lex Schoenmaker 115' |                                    | 55' Felix Muller 95' Richard Schemmekes                     |

## Statistieken Blauw-Wit 1968/1969

### Eindstand Blauw-Wit in de Nederlandse Eerste divisie 1968 / 1969
| Stand | Gespeeld | Gewonnen | Gelijk | Verloren | Punten | Doelpunten voor | Doelpunten tegen |
| ----- | -------- | -------- | ------ | -------- | ------ | --------------- | ---------------- |
| 5e    | 34       | 15       | 7      | 12       | 37     | 51              | 39               |

### Topscorers
| #                 | Naam               | Goal |
| ----------------- | ------------------ | ---- |
| 1.                | René van Breevoort | 13   |
| 2.                | Piet Witschge      | 6    |
| 3.                | Joop Wildbret      | 5    |
| 4.                | Ljubodrag Đurić    | 4    |
| 4.                | Co Meijer          | 4    |
| 4.                | Richard Schemmekes | 4    |
| 7.                | Felix Muller       | 3    |
| 7.                | Piet de Waal       | 3    |
| 7.                | Pim Waaijenberg    | 3    |
| 10.               | Mihajlo Samardžić  | 2    |
| 11.               | Theo de Jong       | 1    |
| 11.               | Jan van Meeteren   | 1    |
| 11.               | Gerrie Ruimschoot  | 1    |
| Onbekend doelpunt |                    |      |
| –                 | Onbekend           | 1    |
| Totaal            | Totaal             | 51   |

| #      | Naam               | Goal |
| ------ | ------------------ | ---- |
| 1.     | Felix Muller       | 1    |
| 1.     | Gerrit Ruimschoot  | 1    |
| 1.     | Richard Schemmekes | 1    |
| 1.     | Pim Waaijenberg    | 1    |
| 1.     | Joop Wildbret      | 1    |
| Totaal | Totaal             | 5    |